# Revolució dels Cedres
La Revolució dels Cedres o Revolució del Cedre és el nom pel que coneix el moviment popular desencadena en el Líban, especialment en Beirut, després de l'assassinat de l'exprimer ministre Rafik Hariri, el 14 de febrer de 2005. És una de les anomenades Revolucions de colors.
Les manifestacions van tenir una orientació contrària a la influència de Síria al país, reclamant la immediata retirada dels seus 14000 efectius militars, la qual cosa van acabar aconseguint. Altres objectius de la protesta van ser la designació d'un tribunal internacional que investigués l'assassinat de Hariri, la dimissió dels responsables de seguretat i la convocatòria d'eleccions lliures al parlament. Aquests objectius van ser assolits, tot i l'oposició de certs sectors de la societat libanesa, com el moviment xiïta Hezbollah, d'orientació pro-siriana.
El moviment també va comptar amb el suport moral dels països occidentals i de l'administració Bush, que el va vincular a una suposada "onada democràtica" que s'estava produint tant en els països exsoviètics, com en el Gran Orient Mitjà, fet que seria un factor legitimador de la seva intervenció en la regió.
Arran d'aquest moviment va sorgir la coalició política anomenada Aliança del 14 de març, organitzada entorn del fill de l'assassinat Rafiq Hariri, Saad Hariri, i que va ser vencedora tant a les eleccions de 2005 com en les de de 2009.